# Denham Brown
Denham Washington Brown (Toronto, 2 gennaio 1983) è un ex cestista canadese.

## Carriera
Divenuto famoso per aver segnato 111 punti in una sola partita nel 2002 con la maglia della West Hill Collegiate High School. In seguito vinse nel 2004 con la University of Connecticut il titolo NCAA.
Nel Draft NBA 2006 viene scelto al secondo giro come 40ª scelta dai Seattle SuperSonics, con cui disputa due partite di pre-season. Nell'ottobre dello stesso anno viene mandato a maturare in D-League dove con la maglia dei Tulsa 66ers raggiunge una media di circa 19 punti a partita.
Nel 2008 sbarca in Europa, dove gioca dapprima nel Galatasaray e poi nella Pallacanestro Cantù dove, nonostante un inizio promettente, si rivela un giocatore piuttosto incostante e non ottiene la riconferma.
Con il Canada ha disputato i Campionati mondiali del 2010 e quattro edizioni dei Campionati americani (2003, 2005, 2007, 2011).

## Palmarès
- Campione NCAA (2004)